# Inibidor da renina
Os inibidores da renina ou inibidores diretos da renina, são fármacos que bloqueiam o sítio enzimático ativo da renina, modulando desta maneira a produção de angiotensina I a partir do angiotensinogênio.

## Uso clínico
- Hipertensão arterial

## Lista de fármacos
- Alisquireno